# Queensbury (West Yorkshire)
Queensbury – wieś w Anglii, w hrabstwie ceremonialnym West Yorkshire, w dystrykcie metropolitalnym Bradford. Leży 20 km na zachód od miasta Leeds i 277 km na północny zachód od Londynu. W 2001 miejscowość liczyła 8718 mieszkańców.